# Bourse de Vienne
Pour les articles homonymes, voir Bourse.
La Bourse de Vienne (en allemand : Wiener Börse AG) est l'une des plus vieilles Bourses du monde, elle fut fondée en 1771. 